# William Carrascal
William Carrascal (Sahagún, Córdoba, Colombia, 22 de junio de 1990) es un futbolista colombiano que juega de defensa y su equipo actual es el Real Cartagena de la Categoría Primera B.

## Clubes
| Club             | País     | Año          | PJ (G) |
| ---------------- | -------- | ------------ | ------ |
| Deportes Tolima  | Colombia | 2010         | 3 (0)  |
| Patriotas Boyacá | Colombia | 2011         | 7 (0)  |
| Deportes Tolima  | Colombia | 2012         | 0 (0)  |
| Real Cartagena   | Colombia | 2013 - Act.. | 82 (2) |